# 马斯·拉斯穆森
马斯·拉斯穆森（丹麥語：Mads Rasmussen，1981年11月24日—），丹麦男子赛艇运动员。他曾代表丹麦参加2004年、2008年、2012年和2016年夏季奥林匹克运动会赛艇比赛，获得一枚金牌和一枚铜牌。